# Glycosmis mauritiana
Glycosmis mauritiana är en vinruteväxtart som först beskrevs av Jean-Baptiste de Lamarck, och fick sitt nu gällande namn av Tyôzaburô Tanaka. Glycosmis mauritiana ingår i släktet Glycosmis och familjen vinruteväxter.

## Underarter
Arten delas in i följande underarter:
- G. m. andamanensis
- G. m. angustifolia
- G. m. fuscescens
- G. m. hainanensis
- G. m. insularis
- G. m. tomentosa